# Karshomyia quercina
Karshomyia quercina är en tvåvingeart som först beskrevs av Ephraim Porter Felt 1907.  Karshomyia quercina ingår i släktet Karshomyia och familjen gallmyggor. Inga underarter finns listade i Catalogue of Life.